# Championnats du monde de lutte 1999
Les  Championnats du monde de lutte 1999 se sont tenus du 10 au 12 septembre 1999 à Boden en Suède pour la lutte féminine, du 23 au 26 septembre 1999 à Athènes en Grèce pour la lutte gréco-romaine et du 7 au 10 octobre 1999 à Ankara en Turquie pour la lutte libre. 

## Hommes

### Lutte gréco-romaine
| Épreuves | Or                        | Argent                    | Bronze                      |
| -------- | ------------------------- | ------------------------- | --------------------------- |
| 54 kg    | Lázaro Rivas (CUB)        | Ha Tae-yeon (KOR)         | Alfred Ter-Mkrtychyan (GER) |
| 58 kg    | Kim In-sub (KOR)          | Yuriy Melnichenko (KAZ)   | Armen Nazaryan (BUL)        |
| 63 kg    | Mkhitar Manukyan (KAZ)    | Şeref Eroğlu (TUR)        | Michael Beilin (ISR)        |
| 69 kg    | Son Sang-pil (KOR)        | Aleksandr Tretyakov (RUS) | Vladimir Kopytov (BLR)      |
| 76 kg    | Nazmi Avluca (TUR)        | Yvon Riemer (FRA)         | Dimitrios Avramis (GRE)     |
| 85 kg    | Luis Enrique Méndez (CUB) | Thomas Zander (GER)       | Raatbek Sanatbayev (KGZ)    |
| 97 kg    | Gogi Koguashvili (RUS)    | Andrzej Wroński (POL)     | Mikael Ljungberg (SWE)      |
| 130 kg   | Aleksandr Karelin (RUS)   | Héctor Milián (CUB)       | Sergei Mureiko (BUL)        |

### Lutte libre
| Épreuves | Or                      | Argent                       | Bronze                   |
| -------- | ----------------------- | ---------------------------- | ------------------------ |
| 54 kg    | Kim Woo-yong (KOR)      | Adkham Achilov (UZB)         | Oleksandr Zakharuk (UKR) |
| 58 kg    | Harun Doğan (TUR)       | Alireza Dabir (IRN)          | Damir Zakhartdinov (UZB) |
| 63 kg    | Elbrus Tedeyev (UKR)    | Jang Jae-sung (KOR)          | Ramil Islamov (UZB)      |
| 69 kg    | Daniel Igali (CAN)      | Lincoln McIlravy (USA)       | Yüksel Şanlı (TUR)       |
| 76 kg    | Adam Saitiev (RUS)      | Alexander Leipold (GER)      | Adem Bereket (TUR)       |
| 85 kg    | Yoel Romero (CUB)       | Khadzhimurad Magomedov (RUS) | Les Gutches (USA)        |
| 97 kg    | Sagid Murtazaliev (RUS) | Alireza Heidari (IRN)        | Marek Garmulewicz (POL)  |
| 130 kg   | Stephen Neal (USA)      | Andrey Shumilin (RUS)        | Abbas Jadidi (IRN)       |

## Femmes
| Épreuves | Or                    | Argent               | Bronze                    |
| -------- | --------------------- | -------------------- | ------------------------- |
| 46 kg    | Tricia Saunders (USA) | Zhong Xiue (CHN)     | Inga Karamchakova (RUS)   |
| 51 kg    | Seiko Yamamoto (JPN)  | Erica Sharp (CAN)    | Gao Yanzhi (CHN)          |
| 56 kg    | Anna Gomis (FRA)      | Mariko Shimizu (JPN) | Gudrun Høie (NOR)         |
| 62 kg    | Ayako Shoda (JPN)     | Meng Lili (CHN)      | Lotta Andersson (SWE)     |
| 68 kg    | Sandra Bacher (USA)   | Anita Schätzle (GER) | Anna Shamova (RUS)        |
| 75 kg    | Kyoko Hamaguchi (JPN) | Kristie Marano (USA) | Christine Nordhagen (CAN) |